# Lengby
Lengby – miasto w Stanach Zjednoczonych, w stanie Minnesota, w hrabstwie Polk.